# 曹文泽
曹文泽（1965年7月—），男，汉族，湖南长沙人，中华人民共和国政治人物。现任中国浦东干部学院副院长、机关党委书记。第十四届全国政协委员。